# Cave Story

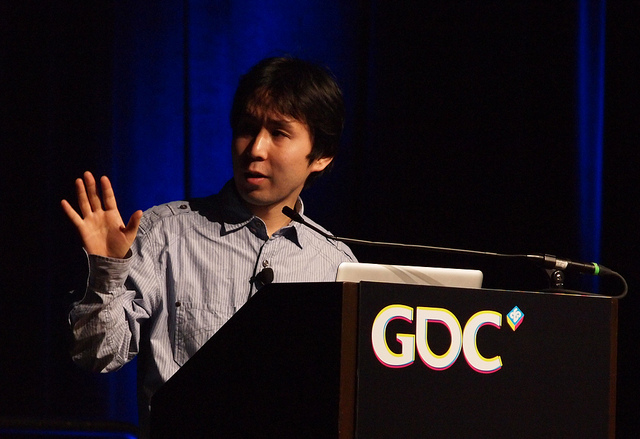
Daisuke Amaya en la GDC 2011.

Cave Story (洞窟物語 Dōkutsu Monogatari?,  lit. La historia de la cueva) es un videojuego freeware (o dōjin soft en Japón) desarrollado originalmente para PC y versionado tiempo después a PlayStation Portable, GP2X, Xbox , Nintendo DSi, Nintendo 3DS, Nintendo Switch y en la consola Wii bajo el sistema de tienda WiiWare. Creado en Japón por Daisuke Amaya (conocido por su seudónimo Pixel) en 5 años de desarrollo continuo, Cave Story es un título de acción-plataformas estilo Metroidvania, es decir, combinando elementos de acción/aventura en 2D y exploración. El videojuego, creado solamente por una persona, se transformó en un éxito en Japón lo suficientemente grande para que fuera traducido al inglés por el grupo Aeon Genesis. Cave Story es conocido en la actualidad por ser uno de los mejores juegos no solo freeware sino de la historia de su género, y ha sido aclamado por importantes webs como 1UP.com.

## Recepción
Cave Story ha sido catalogado desde su lanzamiento como uno de los juegos freeware más sorprendentes de los últimos tiempos. 1UP.com describió el juego en 2004 como "tan masivo que rivaliza con juegos modernos de Game Boy Advance como Castlevania o Metroid en términos de enfoque y duración". El título se hizo tan popular que otros grupos y organizaciones lo versionaron también de manera gratuita a Xbox y a portátiles como la PlayStation Portable y la GP2X, utilizando el código fuente del juego original para su desarrollo. 
La versión de WiiWare ha recibido críticas en su mayoría positivas, con la crítica negativa de su precio, 1200 puntos Wii (EE.UU. $ 12, £ 10), después de años de juego gratuito. Jeremy Parish de 1UP.com elogió la actualización gráfica, que "no sacrifica nada del encanto de las influencias clásicas [del juego]". También señaló que el Classic Controller y el mando de Wii son superiores a la entrada del teclado de la PC original. Sobre el tema de los precios, explicó que "la perspectiva de Amaya de poder finalmente ganar algo por el duro trabajo que invirtió en esta obra maestra me parece satisfactoriamente poético" y "absolutamente vale la pena el dinero". John Teti de Eurogamer tenía sentimientos similares, pero también tomó nota de las cuestiones técnicas con la música remezclada, recomendando la banda sonora original. Edge comparó la versión de The Secret of Monkey Island: Special Edition , satisfaciendo tanto a los gustos modernos, con su revisión gráfica y los fanes de la vieja escuela con la opción de cambiar a los gráficos originales. Daemon Hatfield de IGN sintió que Cave Story "pertenece a un sistema de Nintendo", y señaló las similitudes con el juego "Blaster Master" , en el que el daño se reduce el poder de las armas también. Cave Story Fue nominado para el Juego del Año en el 2010 Nintendo Power Awards, así como juegos de WiiWare del Año.

### Personajes
- Mr.Traveler (Quote): Es el protagonista principal del juego, un pequeño robot que no recuerda su nombre y durante su búsqueda lo averigua. En las páginas de personajes de las páginas web de Cave Story 3D y Cave Story+ se le llama Mr.Traveler.
- Curly Brace: Robot de aspecto femenino que trata de proteger a los Mimiga. A lo largo de la aventura experimenta una relación con nuestro héroe.
- Sue Sakamoto: Hija de Momorin Sakamoto, nunca quiso venir a la isla. Se convirtió en un Mimiga por Misery.
- Kazuma Sakamoto: Hermano de Sue. Se presupone que es un científico con grandes dotes para la informática.
- Jenka: Anciana que vive en la isla desde hace mucho tiempo. Vive en la Sand Zone y educa un pequeño grupo de cachorros. Es la hermana de Ballos así como la madre de Misery.
- Dr. Fuyuhiko Date (The Doctor): Persigue y finalmente se hace con el poder de la Demon Crown, traducida como Corona del Demonio. Es el principal antagonista del videojuego.
- Balrog: Junto a Misery forman un dúo incansable que siempre te causarán problemas, se asemeja a un monitor o tostadora. Debido a la maldición de la Demon Crown tiene la obligación de escuchar al doctor, aunque realmente no es malvado. Daisuke Amaya dijo en una entrevista que su diseño se basa en el de una pastilla de jabón.
- Misery: La bruja, es la sirvienta de quien lleve la Demon Crown y la hija de Jenka. Debido a que participó en la creación de la Demon Crown está obligada a cumplir las órdenes de la persona que la lleva.
- Ballos: Hechicero muy poderoso y hermano menor de Jenka. Ballos era un hombre de buen corazón que poseía una habilidad sin precedentes con la magia, la cual usaba para ayudar y hacer progresar el pueblo donde vivía. Tanto fue así, que llegado el momento los habitantes le querían más que a su propio Rey. Este, producto de la envidia, apresó a Ballos y lo sometió a una serie de torturas que acabaron por hacerle perder la cordura. Así fue como Ballos fue consumido por la ira y, en un ataque de rabia, arrasó todo el pueblo usando sus poderes, como forma de vengarse por todo lo que había sufrido. Su mente se volvió oscura. Cuando se quiso dar cuenta de lo que había hecho, ya no había marcha atrás. Su hermana -la anciana Jenka- consciente de lo que Ballos había hecho, optó por apresarlo en el corazón de la isla dado que se veía incapaz de acabar con la vida de su hermano pequeño. Ballos permanece ahí todo el tiempo, encerrado en un círculo de odio y arrepentimiento del que no puede salir, maldiciendo esa desafortunada sucesión de acontecimientos. En sus propias palabras, cuando Quote y él se encuentran, dice que ya no puede hacer nada salvo reír... ha estado esperando el día en que alguien acabara con su vida, así que... ¡Hazlo o muere!

Ballos es el verdadero antagonista de Cave Story, y su poder real va más allá de la comprensión humana. Tanto que ni él mismo puede acabar con su propia vida, el poder mágico que emana inconscientemente de él le mantiene a salvo.
- Core (El Núcleo): Es el corazón de la isla y la razón de que esta se mantenga flotando. Si algo le ocurriera al núcleo toda la isla empezaría a descender.
- Undead Core: La versión corrupta del Núcleo. Quote pelea contra él y lo destruye, haciendo que la isla comience a descender. Es el jefe final de el final normal.
- King: El líder de la aldea Mimiga desde la muerte de Arthur. Hará lo imposible para preservar la integridad de Toroko. Odia a Sue dado que ella no es una Mimiga real, sino que fue convertida en Mimiga, con lo cual es considerada una invasora del exterior. Además, la llegada de Sue coincidió con los ataques del Doctor a la aldea. Murió intentando salvar a Toroko.
- Jack: Jefe Adjunto de la aldea. Siempre usa gafas y una gorra distintiva.
- Toroko: Mimiga de gran corazón, hermana de Arthur y amiga de Sue. Misery y Balrog la confundieron con Sue y fue secuestrada y llevada al Doctor.
- Momorin Sakamoto: Una especialista en cohetes, además de ser la madre de Sue. Se asienta dentro de una pequeña base oculta en La Plantación.
- Profesor Booster: El jefe del equipo de investigación y especialista en jetpacks.
- Itoh: Ingeniero tímido y cobarde que se especializa en sistemas de control. Se transformó en Mimiga por Misery.
- Arthur: Héroe Mimiga y hermano mayor de Toroko. Luchó contra el mal de la isla, pero al final fue asesinado por el doctor y sus siervos antes del inicio del juego. Su leyenda se conserva.

### Recepción por parte de los jugadores
Cave Story es un juego altamente calificado en todo el mundo. Su trama no lineal cautiva jugadores, los gráficos climáticos y música (que se puede reproducir en un archivo separado añadido junto con el juego), así como una gran variedad de objetos y la capacidad de terminar el juego de varias maneras diferentes.

## Otras versiones
Cave Story fue porteado a sistemas Linux, Macintosh, AROS, MorphOS y AmigaOS 4, así como también en PlayStation Portable, Sega Genesis, Xbox, GP2X, GP2X Wix y a la calculadora TI. En el año 2006 la empresa Variant Interactive anunció oficialmente que estaban en negociaciones con Pixel (el creador del juego) para lanzar una versión comercial de Cave Story en PlayStation Portable. Por el momento Variant Interactive no ha vuelto a pronunciarse acerca de este asunto y su foro aún permanece "en mantenimiento", con lo que la versión comercial se ha ganado el título de vaporware.
En el año 2008 la compañía Nicalis confirmó que están trabajando en una versión comercial de Cave Story 100% oficial para WiiWare, en el cual contiene gráficos y canciones mejorados y nuevos modos extra. Apareció en Europa y América a lo largo del año 2010. También se confirmó el lanzamiento para DSiWare a finales de 2010 en Norteamérica y en 2011 en Japón. Sin embargo, no contiene los gráficos, las canciones o ciertas funciones de la WiiWare, pero contiene el modo "Ataque al santuario".
Una versión mejorada llamada Cave Story+ fue lanzado para Steam a finales de 2011. Esta entrega contiene la retraducción al inglés y todos los modos previamente instalados en WiiWare (puede alternar gráficos entre original o WiiWare y canciones entre el soundtrack original, el de WiiWare o el de Cave Story 3D), además de un nuevo nivel "fortaleza de viento".
También se confirmó una versión para Nintendo 3DS, hecha por NIS, que salió en Europa el 11 de noviembre de 2011.
El 20 de julio de 2017 salió a la venta la versión de Nintendo Switch. Viene con novedades tales como un modo de juego con 2 jugadores y nuevos soundtracks.
El 3 de diciembre de 2020, Cave Story+ se podía descargar en Epic Games Store de forma gratuita hasta el 10 de diciembre.